# NGC 141
NGC 141 est une vaste et lointaine galaxie spirale barrée située dans la constellation des Poissons. NGC 141 a été découverte par l'astronome allemand Albert Marth en 1864.

## Caractéristiques
Sa vitesse par rapport au fond diffus cosmologique est de 11 411 ± 39 km/s, ce qui correspond à une distance de Hubble de 168 ± 12 Mpc (∼548 millions d'al).